# El hincha (serie de televisión)
El hincha es una serie de televisión dramática criminal argentina emitida por El nueve. La trama sigue la vida de un joven de clase alta que se involucra en una peligrosa barra brava para robarle a la empresa de su padre. Está protagonizada por Victorio D'Alessandro, Luis Machín, Martín Slipak, Silvina Acosta, Malena Villa, Daniel Pacheco, Valentina Bassi y Nico García. La serie se estrenó el 12 de octubre de 2022 con la emisión de un doble episodio, mientras que al día siguiente se lanzó la temporada completa en Flow.

## Sinopsis
Rodrigo es un joven de clase media alta que pasa un tiempo en un centro de rehabilitación por sus problemas con las drogas. Allí, se reencontrará con un viejo amigo de la infancia, que lo invita a unirse a una "barra brava" de un club de fútbol en el conurbano bonaerense y logra ascender dentro de la estructura criminal hasta llegar al lugar de liderazgo que nunca pudo encontrar en su propio entorno, convirtiéndose así en el blanco de algunos integrantes de ese ambiente que no están felices por su llegada.

## Elenco

### Principal
- Victorio D'Alessandro como Rodrigo Arias
- Luis Machín como Gonzalo Arias
- Martín Slipak como Leo «Marciano»
- Silvina Acosta como Dina
- Malena Villa como Pía Arias
- Daniel Pacheco como «Tenaza»
- Valentina Bassi como Nancy
- Nico García como «Látigo»

### Secundario
- Matías Desiderio como «Mamut»
- Cristian Salguero como «Cóndor»
- Daniel Valenzuela como Tony
- Braian Ross como El Mugre

### Participaciones
- Carlos Santamaría como Márquez
- Magdalena Bravi como Jimena
- Antonella Ferrari como Julieta
- Pilar Fridman como Valeria
- Carlos Cano como Carlos
- Eliana Migliarini como Claudia
- Luis Ziembrowski como Robles

## Episodios
| N.º | Título                 | Dirigido por      | Escrito por                                      | Fecha de emisión original | Audiencia (millones) |
| --- | ---------------------- | ----------------- | ------------------------------------------------ | ------------------------- | -------------------- |
| 1   | «El cheto»             | Alejandro Ciancio | Nicolás Allegro, Daniel Aramayo y Sabrina Blanco | 12 de octubre de 2022     | 2.5                  |
| 2   | «El tour de la pasión» | Alejandro Ciancio | Nicolás Allegro, Daniel Aramayo y Sabrina Blanco | 12 de octubre de 2022     | 2.5                  |
| 3   | «Botín de guerra»      | Alejandro Ciancio | Nicolás Allegro, Daniel Aramayo y Sabrina Blanco | 19 de octubre de 2022     | 1.4                  |
| 4   | «Salto al vacío»       | Alejandro Ciancio | Nicolás Allegro, Daniel Aramayo y Sabrina Blanco | 26 de octubre de 2022     | 1.1                  |
| 5   | «Mano derecha»         | Alejandro Ciancio | Nicolás Allegro, Daniel Aramayo y Sabrina Blanco | 2 de noviembre de 2022    | 1.5                  |
| 6   | «Nueva administración» | Alejandro Ciancio | Nicolás Allegro, Daniel Aramayo y Sabrina Blanco | 9 de noviembre de 2022    | 1.5                  |
| 7   | «Divide y reinarás»    | Alejandro Ciancio | Nicolás Allegro, Daniel Aramayo y Sabrina Blanco | 16 de noviembre de 2022   | 0.9                  |
| 8   | «Vamos por todo»       | Alejandro Ciancio | Nicolás Allegro, Daniel Aramayo y Sabrina Blanco | 16 de noviembre de 2022   | 0.9                  |

## Producción
En noviembre del 2021, se anunció que la serie recibió luz verde para su desarrollo, tras ser seleccionada en el concurso Renacer Audiovisual realizado por el Ministerio de Cultura y la Secretaría de Medios y Comunicación Pública, lo que permitió recibir una inversión económica por parte del Gobierno Nacional para llevar adelante la serie. Más tarde, se comunicó que la primera temporada de la serie estaría constituida por 8 episodios, los cuales serían dirigidos por Alejandro Ciancio y que serían emitidos tanto por El nueve, como por Flow.
Las grabaciones de la serie concluyeron a mediados de julio del 2022 en Buenos Aires.

## Premios y nominaciones
| Lista de premios y nominaciones | Lista de premios y nominaciones | Lista de premios y nominaciones                                                  | Lista de premios y nominaciones                  | Lista de premios y nominaciones | Lista de premios y nominaciones |
| Año                             | Organización                    | Categoría                                                                        | Nominado/a(s)                                    | Resultado                       | Ref(s)                          |
| ------------------------------- | ------------------------------- | -------------------------------------------------------------------------------- | ------------------------------------------------ | ------------------------------- | ------------------------------- |
| 2022                            | Premios Cóndor de Plata         | Mejor serie dramática                                                            | El hincha                                        | Nominado                        | [ 17 ]                          |
| 2022                            | Premios Martín Fierro           | Mejor ficción                                                                    | El hincha                                        | Ganador                         | [ 18 ] [ 19 ]                   |
| 2022                            | Premios Martín Fierro           | Mejor actor protagonista de ficción                                              | Luis Machín                                      | Nominado                        | [ 18 ] [ 19 ]                   |
| 2022                            | Premios Martín Fierro           | Mejor actor de reparto                                                           | Daniel Valenzuela                                | Nominado                        | [ 18 ] [ 19 ]                   |
| 2022                            | Premios Martín Fierro           | Mejor autor o guionista                                                          | Nicolás Allegro, Daniel Aramayo y Sabrina Blanco | Nominados                       | [ 18 ] [ 19 ]                   |
| 2022                            | Premios Martín Fierro           | Mejor dirección en ficción                                                       | Alejandro Ciancio                                | Nominado                        | [ 18 ] [ 19 ]                   |
| 2023                            | Premios Produ                   | Mejor actor principal - Serie y miniserie de acción, policial, terror o thriller | Victorio D'Alessandro                            | Nominado                        | [ 20 ]                          |
| 2023                            | Premios Produ                   | Mejor dirección - Serie y miniserie de acción, policial, terror o thriller       | Alejandro Ciancio                                | Nominado                        | [ 20 ]                          |
| 2023                            | Premios Produ                   | Mejor showrunner - Drama                                                         | Martín Froilán Lapissonde                        | Nominado                        | [ 20 ]                          |